# 澳門人
澳門人是指擁有澳門居留權的澳門居民。文化上，澳門人的含意主要指與當地文化有強烈聯繫和與澳門社會有密切關繫的人，包括曾長時間居於澳門的人，祖籍為澳門的人，父母為澳門人的人，以及本人於澳門成長的人。      
澳門人不屬於任何一種特定的民族，並不以種族劃分。在群族或社群分類上，澳門人大致上可分為華人、葡萄牙人和澳門土生葡人，其中佔绝大多數的華人多為祖籍中國廣東省及福建省的漢族人；土生葡人是澳門獨有的族群，指的是在澳門出生、接受葡萄牙文化和教育的歐亞混血後裔。

## 歷史上的概念與定義
早期旅澳葡人的文件將澳門人或「本地人」定義為出生在澳門本地或其他前葡萄牙殖民地的擁有歐亞血統的人；另一方面，早期華人的官方文件則視澳門人為在香山縣登記在冊的居澳華人，將非華人稱為「蕃」或「夷」；此外，華人則稱呼在澳門本地或其他前葡萄牙殖民地出生、具有葡人血統的人為「土生人」。

### 葡文文獻
1783年，葡萄牙王國頒布《王室制誥》以增強澳門總督的管治權力，以及削弱居澳葡人的自治權，引起居澳葡人不滿。1820年，葡萄牙發生政治革命，建立君主立憲制度，新政府在翌年通過新聞自由法案，廢除了1737年的禁止海外出版書報法令和自1768年開始實行的新聞檢查制度。葡萄牙政變的消息傳至澳門後，在政治和經濟上備受來自葡萄牙本土的貴族所歧視的土生葡人便想藉立憲運動，從澳督手上奪回權力。
受到葡萄牙本土的革命運動影響，居澳葡人分為立憲派與保守派兩派，當中立憲派以澳門土生葡萄牙人為主體，而保守派則大部分是來自葡萄牙本土的貴族官員。1822年8月19日，立憲派勝利並恢復了1783年的政體，其領導者隨即創辦了澳門最早的報紙之一——葡文周報《蜜蜂華報》，其創刊號寫道：
「受議事會之託編輯本報，我們認為，作為編輯的主要責任是真實坦誠地表達加速取得上月19日勝利的原因。這是難忘的日子，澳門人（原文為Macaenses）聚集在自由亭（指議事亭）周圍，推翻了忍受多年的專制統治。雖然我們承認這項任務非我們力量所能完成的，但並未因此不能顯示我們要齊心合力、結束獨裁專政的決心。這次勝利，鞏固了市民的權利和義務，並在大眾的歡呼聲中，依居民的普遍願望建立了臨時政府……」
上述媒體文獻出現了最早期的「澳門人」（Macanese）這一概念，從文中可見以「澳門人」（Macanese）身份自居的土生葡人表示出對來自葡萄牙的政權感到不滿。此外，《蜜蜂華報》是「中國領土上最早引介和探討西方言論自由與公民權利的觀念的文獻」，該報有一篇演說文章說道：「我特許同意所有公民有說話和發表自己的感想，以及誠實地對政治時事發表感言的自由。」反映出《蜜蜂華報》將「澳門人」反抗獨裁、愛國和捍衛澳門利益的形象與言論自由和公民權利的觀點相結合，又將公民參與政治活動定義為「澳門人」的一種行為典範，將「澳門人」定義為擁有「同心合力推翻已忍受多年的獨裁專政的決心」，成為一個愛好自由又有反抗獨裁決心的「想像的共同體」。

### 中文文獻
澳門中文傳媒對「澳門人」概念的定義較葡文傳媒晚。1937年抗日戰爭爆發後，當地中文報刊直到抗戰勝利前明確地將澳門人的身份定義為「華人」和「中國人」，當時的報刊如《朝陽日報》和《大眾報》等聯同當地社團組成四界救災會，呼籲澳門人團結抗日救災，又報導救災活動以喚起澳門與祖國之間的關聯，並首次將「澳門人」定義為「愛國的」及「願意為抗戰付出的」。
國共內戰發生後，澳門中文媒體才剛塑造出的本土意識被中國國民黨和中國共產黨的黨爭意識取代，直至1966年一二三事件爆發後澳門的國民黨勢力被根除。到了1980年代初期，中文報章多將「澳門」建構為一個「數百年來中葡和平相處的地方」以及「既由葡人管治又受內地政權影響」的地方，將「澳門人」的概念模糊地體現為「在中葡兩國之間默默謀生的沉默、樸素的人群」，直至澳門回歸前後。

## 族群及人口組成
澳門是一個以華人為主的華洋雜居的社會，自開埠以來，歷史上數次的人口大變動都是與移民有關，當地人口遷入及遷出是改變澳門人口的主要因素，其中主要是來自中國大陸各省份尤其是廣東省和福建省的移民，也包括部分海外歸僑。除了華人以外，澳門在歷史上還匯集了眾多的葡萄牙人、英國人、日本人、印度人、越南人、馬來西亞人和非洲黑人等，各種不同的人帶來了不同的風俗習慣、宗教信仰和文化傳統。
現時澳門三個最主要的族群為佔總人數2.5%的葡人和土生葡人，以及佔96%以上的華人，當中華人可分為佔總人口疍家原居民、華人近代移民（居澳兩代以上的華人）、世界各地的歸僑和1979年以後中國內地新移民，新移民以以廣府籍華人為大宗，也有一定比例的上海人、客家人和閩南人。當地的葡人，除了有來自葡萄牙以外，亦有來自印度果阿或馬來半島的馬六甲。中華人民共和國改革開放後，中國政府放寬對國民出境的限制，鄰近的香港也在1980年取消抵壘政策，不少廣東省居民前往澳門生活，成為該時期澳門人口的生力軍。

### 疍家原居民
疍家原居民已基本绝迹，他们一般融入#澳門土生葡人或#華人近代移民。今天，在珠海三灶仍可看到疍家原居民的社会形态。

### 澳門土生葡人
澳門土生葡人是澳門社會中一個獨特的群體，他們大多為天主教教徒，部分信奉中國民間信仰。除了在血緣方面，他們也在語言、文化、宗教和社會上有著與華人和葡人特殊的條件，由於土生葡人一般都接受葡萄牙文化和教育，且在社會上亦會與佔人口大多數的華人交流，故一般會說流利的葡語和粵語，也同時認同中華和葡萄牙文化，在東西文化衝突和協調下創造出一種新土生文化；此外，土生葡人一般是澳門社會的中層階級，尤其是在公共行政方面，土生葡人一般多擔任中層角色，介乎領導階層與一般工作階層之間，屬於一種中介角色。公務員是土生葡人的主要職業，而在澳門社會上的其他行業工作中，則任職律師、教師、工程師、民航飛機飛行員、音樂家、醫生、商人、葡語翻譯員和天主教神職人員等高技術性工作職業。

### 華人近代移民
澳門華人近代移民約佔一半人口，在澳門出生，部分擁有葡萄牙國籍。1999年澳門回歸後，在中國中央政府「澳人治澳」的政策影响下，華人近代移民成為澳門社會的中堅。澳門的三任特首和回歸後首五名特別行政區政府司長都是在澳門出生。

### 中國內地新移民
澳門和鄰近的香港一樣是個多元移民社會，居民大多來自中國內地。在中國改革開放後，1980年代至1990年代依龍的行動、澳門人配偶婚姻關係、澳門父親或澳門母親家庭團聚方式和在澳門以難民身份而取得澳門居留權。擁有澳門居留權的內地居民被稱為內地新移民。他們大多主要在當地任職勞工基層工作，其中多數是和大部分澳門華裔市民相同祖籍的廣東人和福建人。

## 意識形態和社會特性
1949年两岸分治，澳門的中華民國政府和中华人民共和国政府勢力大致均衡，一二·三事件後，中華民國政府勢力被肅清，左派勢力則迫使澳葡政府屈服並得以在社會各個階層紮根，是現時澳門社會普遍傾向親中华人民共和国政府的主要原因之一，澳門人的身份認同上傾向中國大陸，對中國文化以至中华人民共和国政府有強烈的認同感，反共意識不如鄰近香港般強烈，本土身份認同感難以營造，在本土身份的建構方面也比香港弱。在中國中央政府眼中，澳門在一國兩制的試驗上比香港成功。
2004年，澳門特區政府的施政報告如此描述澳門居民：「善良、多元、接納、共融是我們優秀的人文傳統，社會魅力的精華所在，使澳門在祖國、在亞洲保持一種獨特的倫理溫情。」對此有批評聲音認為「優秀人文傳統」表述的另一面是「怕事、啞忍、縱容、自保」。